# 巴鲁姆
巴鲁姆是德国下萨克森州的一个市镇。总面积9.80平方公里，总人口1870人，其中男性967人，女性903人（2011年12月31日），人口密度191人/平方公里。